# Kocken (målning)
Kocken är en oljemålning av den italienske manieristiske konstnären Giuseppe Arcimboldo. Den målades omkring 1570 och ingår sedan 1994 i Nationalmuseums samlingar i Stockholm. 
Kocken är två målningar i en. Antingen ser betraktaren ett groteskt mansporträtt där en fågelkropp utgör en knotig näsa och fågelhuvudet ett människoöga. Vänd åt andra hållet ses istället en hand som lyfter på locket över ett fat med en spädgris och annat kött. Huvudbonaden, en barett, förvandlas till ett fat och kragen till ett lock. Det är möjligt att kockens gestalt maskerar en verklig individ vid det habsburgska hovet där Arcimboldo var verksam under större delen av sitt liv. Hans allegoriska målningar visar vanligen mänskliga figurer uppbyggda av olika föremål i syfte att representera ett bestämt ämne. De uppskattades i hög grad av de tysk-romerska kejsarna Maximilian II och Rudolf II. Kocken har ingått i kejsar Rudolf II:s samling i Prag och kom till Sverige som krigsrov efter trettioåriga kriget. 